# Мосор
Мо́сор (хорв. Mosor) — горная цепь в Хорватии. Вытянута с северо-запада на юго-восток вдоль Адриатического моря в Средней Далмации между городами Сплит и Омиш. На северо-западе цепь ограничена перевалом Клис, на юго-востоке — долиной реки Цетина, за которой Мосор продолжает хребет Биоково. Длина Мосора — около 25 км
Хребет сложен известняковыми породами, развиты карстовые явления. Высочайшая вершина цепи называется также Мосор (в некоторых источниках называется Велики-Кабал), имеет высоту 1339 метров над уровнем моря. За ней следуют Вицков-Ступ (1325 м) и Свети-Юре (1319), на вершине которого расположена католическая часовня. Выше уровня 600 м над уровнем моря отсутствует постоянное население, но есть несколько альпинистских хижин. Около перевала Клис находится старинная средневековая крепость.
Мосор популярен у альпинистов и спелеологов.
С хребта начинается реки Жрновница, 